# Mireval
Mireval település Franciaországban, Hérault megyében. Lakosainak száma 3301 fő (2022. január 1.). Mireval Fabrègues, Vic-la-Gardiole és Villeneuve-lès-Maguelone községekkel határos.

## Népesség
A település népességének változása:
| Lakosok száma | 781  | 1105 | 2355 | 3138 | 3274 | 3368 | 3283 | 3310 | 3304 | 3301 |
|               | 1968 | 1982 | 1990 | 2006 | 2011 | 2016 | 2017 | 2019 | 2020 | 2022 |